# صومعه (نیشابور)
صومعه (به گویش نیشابوری: صَمعَ)، روستایی از توابع بخش مرکزی شهرستان نیشابور در استان خراسان رضوی ایران است.
این روستا در پنج کیلومتری شمال شهر نیشابور و در منطقه خوش آب و هوای دامنه رشته کوه بینالود واقع شده است.
دانشگاه آزاد اسلامی واحد نیشابور و آموزشکده کشاورزی نیشابور نیز در مسیر جاده نیشابور به صومعه قرار دارد.
پانصد متر قبل از ورودی روستا سمت شرق جاده آرامستان روستا قرار دارد.

## جمعیت
این روستا در دهستان مازول قرار دارد و براساس سرشماری مرکز آمار ایران در سال ۱۳۸۵، جمعیت آن ۲۰۰۰ نفر (۴۰۰خانوار) بوده‌است.

## مشاهیر
- حیدر یغما (شاعر خشتمال)
- میثم هوشمندفراز (نویسنده)